# Наташа Вучковић
Наташа Вучковић (Загреб, 11. јануар 1967) српски је адвокат и политичар. Она је бивша посланица Демократске странке у Народној скупштини и председница Ресорног одбора Демократске странке за спољне послове и европске интеграције.

## Биографија
Вучковићева је рођена у Загребу, диплому Правног факултета стекла је у Београду, 1990. године, а постала је адвокат 1994. године. У Нансију у Француској је 2006. године стекла и диплому специјалисте за европско право. Њен отац Слободан Вучковић је такође био адвокат и члан Демократске странке .
Течно говори француски и енглески језик.

## Политичка каријера
Године 1991. била је на пракси у Конгресу Сједињених Држава, у оквиру програма "Central and Eastern European Internship in the U.S. Congress". У Канади је била учесник "Међународног тренинг програма за људска права", 1996. године, а 2005. године на међународном специјалистичком програму "Организација парламентарног рада" који је организован у склопу француске Националне школе за администрацију и Националне скупштине Републике Француске.
Политички активна у Демократској странци била је у периоду од 1990. до 1994. године. Током тог периода била је секретар за међународну сарадњу Демократске странке од 1991. до 1994. године и секретар Председништва странке. 
Вучковићева је у периоду од 2001. до 2003. године била саветник за међународну сарадњу у кабинету Председника скупштине Србије и Црне Горе, док је од 2003. године била посланички кандидат на листи Демократске странке, а од 2004. године на изборима изабрана је за одборницу Скупштине града Београда. Потпредседница Демократске странке била је у два мандата (2012−2014, 2014−2016).
Једна је од оснивача Фонда Центар за демократију, невладину организацију за развој цивилног друштва. Од оснивања центра 1994. године, Вучковићева обавља функцију генералног секретара.
Године 1996. била је један од оснивача Демократског центра, а од његовог уједињења са Демократском странком постала је члан Извршног одбора у тој партији. На скупштини странке 2006. године постала је члан Главног одбора.
У четири сазива била је посланица у Народној скупштини Републике Србије и то : 2007−2008, 2008−2012, 2012−2014, 2014−2016. и од 2016. године до данас. Током свих мандата у Народној скупштини, била је чланица Одбора за спољне послове, Одбора за европске интеграције и Административног одбора и председница Одбора за европске интеграције.
Била је на функцији потпредседнице Парламентарне скупштине Савета Европе током 2012. године, а од јануара 2013. године изабрана је на функцију председнице Комитета за Пословник и унутрашња питања Парламентарне скупштине Савета Европе, на којој је и данас.
На парламентарним изборима за посланике скупштине Србије 24. априла 2016. године, изабрана је за посланицу.
Тренутно обавља функцију потпредседника општинског одбора Демократске странке београдске општине Савски венац.
У јануару од стране француског амбасадора у Србији. 2014. године добила је Национални орден за заслуге у рангу витеза од 24. априла 2017. године у Савету Европе уручено јој је признање за десетогодишњи допринос раду Парламентарне скупштине Савета Европе и додељен јој је статус почасног члана.
Септембра 2020. године искључена је из Демократске странке.